# 338.ª Divisão de Infantaria (Alemanha)
A 338ª Divisão de Infantaria (em alemão:338. Infanterie-Division) foi uma unidade militar que serviu no Exército alemão durante a Segunda Guerra Mundial.

## Comandantes
| Comandante                                   | Data                                            |
| -------------------------------------------- | ----------------------------------------------- |
| Generalleutnant Josef Folttmann              | 10 de novembro de 1942 - 5 de janeiro de 1944   |
| Generalleutnant Rene de l'Homme de Courbière | 5 de janeiro de 1944 - 18 de setembro de 1944   |
| Generalleutnant Hans Oschmann                | 18 de setembro de 1944 - ? de outubro de 1944   |
| Oberst Hafner                                | ? de outubro de 1944 - ? de outubro de 1944     |
| Generalleutnant Hans Oschmann                | ? de outubro de 1944 - 14 de novembro de 1944   |
| Generalmajor der Reserve Rudolf von Oppen    | 14 de novembro de 1944 - 29 de dezembro de 1944 |
| Generalmajor Konrad Barde                    | 29 de dezembro de 1944 - 18 de janeiro de 1945  |
| Generalmajor Wolf Ewert                      | 18 de janeiro de 1945 - 15 de abril de 1945     |

## Área de operações
| Bélgica & França           | novembro de 1942 - setembro de 1944 |
| Sul da Alemanha            | setembro de 1944 - novembro de 1944 |
| França & Oeste da Alemanha | novembro de 1944 - abril de 1945    |